# Drive-in-restaurang

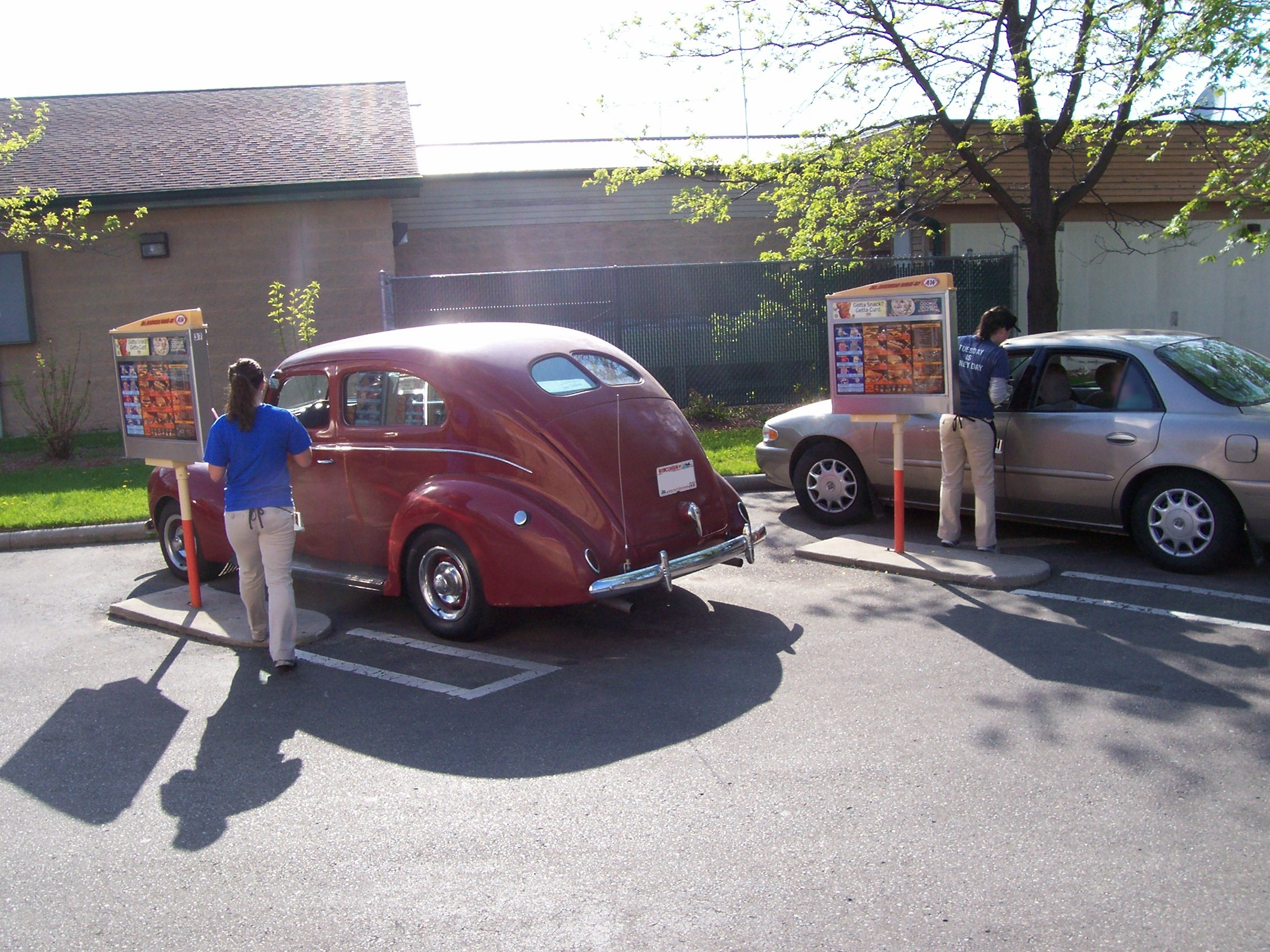
Drive-in-restaurang med personal som tar upp beställning från bilister, 2009.

Drive-in-restaurang är en restaurang som tillämpar drive-in, där man alltså kan köra in med sin bil och bli serverad och äta sin mat utan att lämna fordonet.
Vissa drive-in-restauranger har också särskild drive-through-servering.